# Кандія Камара
Кандіа Камара (англ. Kandia Camara; 17 червня 1959) — івуарійська державна діячка. Професійна гандболістка, входила до складу команди АСК Буаке, яка виграла Лігу чемпіонів Африки з гандболу серед жінок у 1981 році. Міністр закордонних справ, африканської інтеграції та діаспори.

## Життєпис
Народилася 17 червня 1959 року. Отримала ступінь з англійської мови в Університеті Абіджана та сертифікат про підвищення кваліфікації в галузі освіти в Ланкастерському університеті в Англії. Камара — професійна гандболістка високого рівня, дворазова чемпіонка Кот-д'Івуару в 1974 і 1980 роках і виграла Африканський кубок клубів чемпіонів в 1981 році з АСК Буаке. З 1983 по 1986 рік вона викладала англійську мову в Модерн-коледжі, де Кокоді і в коледжі Трейч-ла-Плен. З 1986 по 2002 рр. вона працювала викладачем англійської мови в Абіджанській професійній школі готелів. Була членом національного відділення Національної спілки вчителів середніх шкіл Кот-д'Івуару (SYNESCI) з 1987 по 1991 рр. та членом Асоціації жінок-викладачів франкомовної Африки з 1989 по 1991 рр. У 1990—1994 роках була генеральним секретарем національного відділення Союзу жінок-педагогів Кот-д'Івуару (UFPDCI) та членом муніципальної ради в мерії міста Кокоді. У 1994 році вона стала генеральним секретарем Об'єднання республіканських жінок (RFR) до 1998 року, коли вона зайняла посаду національного президента організації, перш ніж піти у відставку в травні 2006 року. У 2001 році Камара стала заступником мера муніципалітету Абобо і працювала на цій посаді до 2003 року, коли була призначена спеціальним радником прем'єр-міністра уряду національного примирення та перехідного періоду і залишалася на цій посаді до 2010 року. У 2014 році була призначена міністром національної освіти.
Нині на посаді міністра закордонних справ, африканської інтеграції та діаспори Кот-д'Івуару.